# شارع الغورية
شارع الغورية أو حى الغورية أو منطقة الغورية شارع عريق يقع في منطقة الجمالية في القاهرة الإسلامية، أسسه السلطان قانصوه الغوري، ويحده شارع الجمالية الذي يحتضن في طرفه الجامع الأزهر ويفصله عن ضريح مسجد الحسين والسوق ومنطقة خان الخليلي، وكان يسمى قديما حي (الشرابشيين) وكانت به محلات لصناعة وخياطة الملابس السلطانية. تضم الغورية كذلك مجمعا ضخما للآثار الإسلامية من العصر الفاطمي والأيوبي والمملوكي، ففيه باب الفتوح وجامع الأقمر وتكية السلحدار والمدرسة الكاملية، وقد اشتهرت الغورية بنظام الوكالات في البيع والشراء منذ إنشائها وفيها كتب الأديب الراحل نجيب محفوظ ثلاثيته الشهيرة: «قصر الشوق، السكرية، بين القصرين». كذلك فيها العديد من الوكالات التجارية التي أصبحت الآن مباني آثريه فقط وطبعا من أهم الوكالات في المنطقة هي وكالة الغوري.

## تاريخه

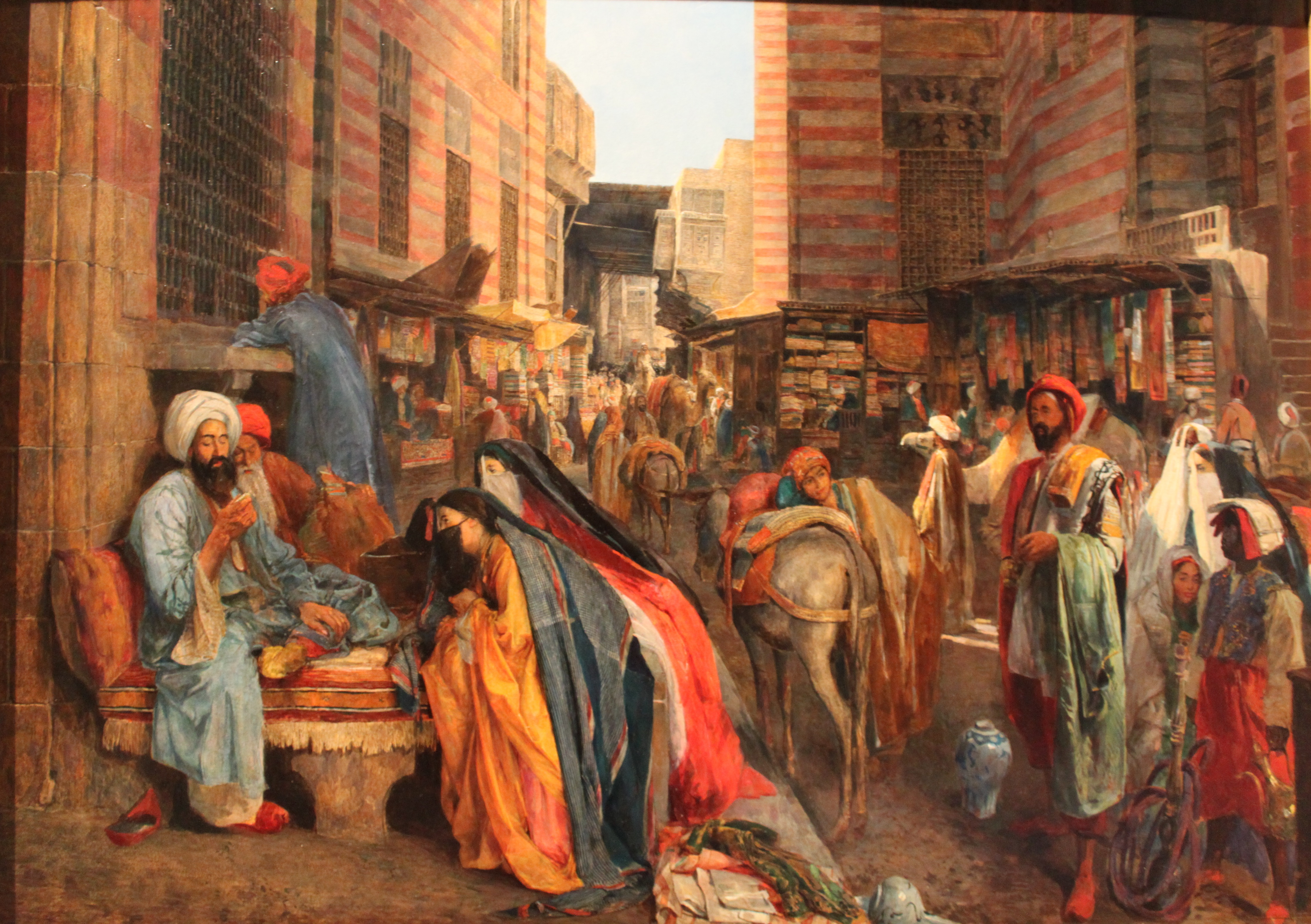
شارع ومسجد الغوري عام 1875

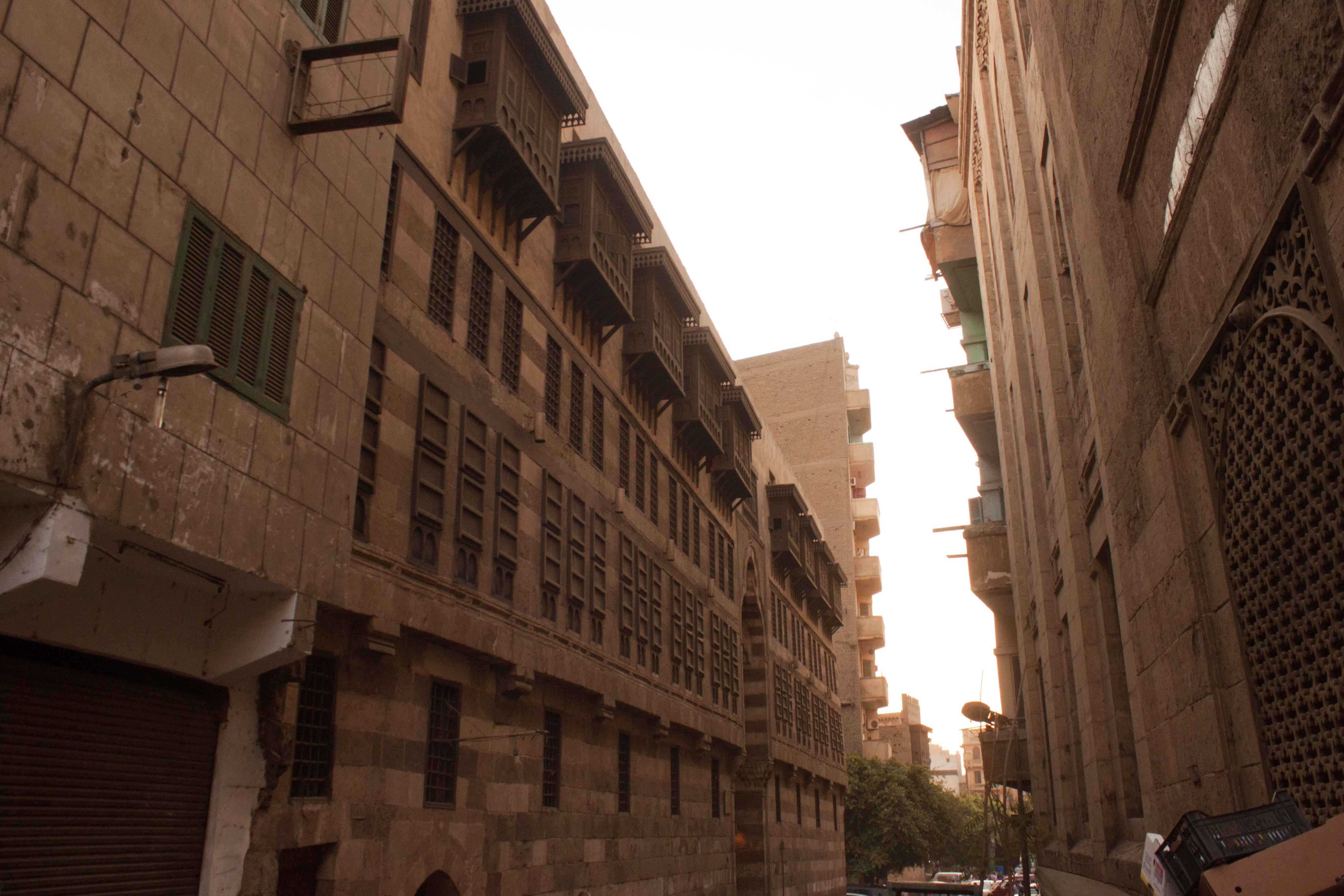
وكالة الغوري

انشأ حي الغورية في عهد السلطان أبو النصر قانصوه الغوري الشركسي أخر سلاطين دولة المماليك (1250-1517م)، وكان الغوري يحب الطرب ويقرض الشعر ويسمعه بالإضافة إلى ما يستسيغه من التواريخ والسير والقراءة، وكان مولعا بجمع التحف الثمينة وأضطره ولعه إلى جلب التحف التي كانت مودعه في خزائن الحجاز من موروث الإسلام الأول، ومنها مقتنيات الرسول الكريم والصحابة، التي صادرها بعدئذ الأتراك العثمانيون والتي تقبع اليوم في متحف طوب قابي في إسطنبول أو حتى نسخة المصحف الملطخة بدماء الخليفة عثمان بن عفان والتي كان يقرأها عندما اغتيل، والتي تقبع اليوم في إحدى متاحف آسيا الوسطى.
تقع مجموعة السلطان قانصوه الغوري الفريدة من المباني الاثرية على ناصية شارع المعز التاريخي الذي يعتبر أطول شوارع العالم الأثرية عند تقاطعه مع شارع الغورية. وتعد المجموعة الواقعة في الشارع عددا من المواقع الأثرية تتكون من قبة ووكالة وحمام ومنزل ومقعد وسبيل وكتاب وخانقاه. ضخما للآثار الإسلامية وهنا كتب الأديب الراحل نجيب محفوظ ثلاثيته الشهيرة: (قصر الشوق، السكرية، بين القصرين).
وقد شيد قانصوه الغوري مجموعته المعمارية الهامة في تاريخ العمارة والتي تتكون من وكالة الغوري- مسجد الغوري - قبة وسبيل وكتاب ومدرسة الغورى وتقع في نهاية شارع الغورية عند تقاطعه مع ش الأزهر وتأخذ شكل كتلة معمارية مميزة حيث تأخذ امتداد واحدا تظهر خطوطه في كل أجزاء هذه الكتلة المعمارية.

## أبرز معالمه
- وكالة الغوري: التي ما تزال تحتفظ بطابعها المعماري الأصلي، وهي عبارة عن صحن كبير وحوله محلات متراصة في أربعة طوابق كانت مخصصة لاستقبال التجار ببضائعهم، وكان بها مكان للدواب ومخازن للمحاصيل وأماكن لمبيت التجار الوافدين، غير أنها تتبع الآن وزارة الثقافة باعتبارها أثراً ومركزاً للفنون.[2]
- سبيل الغوري: من أبرز ما تتميز به مجموعة السلطان الغورى نظراً لكونه سبيلاً ذا طراز محلى يضم ثلاث شبابيك للتسبيل تطل جميعها على كل من شارع الأزهر وشارع المعز لدين الله وكانت هذه المنطقة تمثل قلب القاهرة الفاطمية ومركز تجارتها.
- مدرسة الغورية: وهي مستطيله المساحة، فرشت أرضيتها بالرخام الدقيق الصنع والمزخرف بأشكال هندسية رائعة الجمال وأرضية السبيل من الرخام الأبيض المزخرف..

## الترميمات الحديثة
عملت الحكومة المصرية على ترميم وكاله الغوري ضمن مشروع احياء القاهرة الإسلامية، أصبحت الآن تتبع وزارة الثقافة وتحولت لمركز ثقافي وفني بعد انتهاء ترميمها في عام 2005.